# Княгиня (рассказ)
«Княгиня» — рассказ Антона Павловича Чехова, над которым он работал с ноября 1888 по март 1889 года. Принадлежит к циклу «толстовских рассказов», в которых простодушный персонаж разоблачает фальшь главного героя.

## Сюжет
Однажды героиня рассказа, княгиня Вера Гавриловна, приехала в мужской монастырь. Там она встретила монахов и архимандрита, к которому подошла под благословение. С ним она долго говорила, сообщила ему, что переночует в монастыре, потом повидается с подругой и еще поживет у них дня три-четыре. В монастыре княгине нравилось. Сюда она приезжала почти каждое лето.
Отдохнув, княгиня вышла погулять. На аллее встретился доктор Михаил Иванович, служивший ранее у неё в Дубовках. Разговорились, княгиня поведала доктору, что она вышла замуж, из графини стала княгиней и уже разошлась с мужем. Потом княгиня пожаловалась на жизненные ошибки. Доктор поддержал эту мысль, сказав, что у нее действительно было много ошибок и поведал ей о том, что у него в душе накипело.
Доктор указал княгине на человеконенавистничество, царящее в её доме, неуважение к людям, на то, что у неё простой народ не считают людьми. Благотворительную деятельность княгини доктор считает кукольной комедией. Так в странноприимном доме «прячут одеяла и простыни под замок, чтобы старухи не пачкали — пусть спят, чёртовы перечницы, на полу! Старуха не смеет ни на кровать сесть, ни кофту надеть, ни по гладкому паркету пройтись. Всё сохранялось для парада и пряталось от старух, как от воров». Желание княгини учить мужицких детей обернулось тем, что дети разбежались — их пришлось пороть и нанимать за деньги, чтоб они ходили учиться. Доктор также не мог простить княгине то, что она выгнала его с работы «в шею без объяснения причин».
Эти и другие примеры расстроили княгиню и доктор быстро ушел. На следующий день она засобиралась к отъезду. Среди провожающих был доктор, который стал просить у неё прощения за то, что наговорил ей вчера много глупостей. На это княгиня «приветливо улыбнулась и протянула к его губам руку». Попрощавшись, княгиня уехала с мыслью, что «нет выше наслаждения, как всюду вносить с собою теплоту, свет и радость, прощать обиды и приветливо улыбаться врагам». Она чувствовала себя счастливой.

## Публикации
Впервые напечатан в 1889 году в газете «Новое время» № 4696 от 26 марта с подписью Антон Чехов. В 1890 году рассказ вошёл в сборник «Хмурые люди». Позднее был включён в собрание сочинений А. Чехова, изданное А. Ф. Марксом. При жизни Чехова переведён на французский язык.

## Критика
Современная писателю критика высоко оценила рассказ. Некий анонимный критик относил «Княгиню» к наиболее значительным произведениям сборника «Хмурые люди». Ф. Е. Пактовский отмечал в связи с рассказом «Княгиня» «деморализующее влияние» среды на людей, даже интеллигентных, таких как доктор Михаила Иванович.
В. Альбов находил в героине рассказа «животное» начало: княгиня — «порхающая „птичка“, в которой … слова доктора не могли пробудить ничего человеческого…».
Е. А. Ляцкий писал о рассказе следующее: «Публицистический замысел настолько овладел автором, что он не заметил крайней неестественности сцены разговора доктора с княгиней, перед которой расточать перлы красноречия было немногим больше, чем метать бисер по известному евангельскому изречению. Фигура доктора осталась совершенно в тени, и рассказ много потерял в своей художественности».

## Экранизации
По рассказам Чехова «Архиерей», «Княгиня», «Святой» советский режиссёр Артур Войтецкий в 1990 году снял фильм «Ныне прославися сын человеческий».
По рассказам Чехова «Месть», «Баран и барышня», «Хористка», «Княгиня» в 1992 году снят телефильм «Милостивые государи». Режиссер: Николай Александрович.